# Haeromys pusillus
Haeromys pusillus é uma espécie de roedor da família Muridae.
Pode ser encontrada nos seguintes países: Indonésia, Malásia e Filipinas.
Os seus habitats naturais são: florestas secas tropicais ou subtropicais.